# Iterbach
De Iterbach is een riviertje dat ontspringt in het Hertogenwoud, in de Belgische gemeente Raeren in de Belgische Eifel. Het loopt in noordoostelijke richting naar Duitsland en mondt bij Kornelimünster in de Inde uit. De Inde op haar beurt mondt weer uit in de Roer. De lengte van het riviertje bedraagt 15,4 km en het heeft een stroomgebied van 13,5 km².
Het riviertje ontvangt water van een aantal zijbeken, loopt langs Kasteel Knoppenburg, door de kom van Raeren en langs het Kasteel van Raeren. Nabij de buurtschap Sief overschrijdt het de Belgisch-Duitse grens, loopt langs Walheim en Nütheim, waar zich de watermolen Königsmühle bevindt. In de nabijheid daarvan bevindt zich ook een voor-industrieel hoogovenbedrijfje (Eisenhütte). Vlak voor Kornelimünster overspant een viaduct uit 1885 het Iterbachdal. Over dit viaduct werd de Vennbahn geleid, en nu loopt er een fietspad over. Kort daarna mondt de Iterbach uit in de Inde.

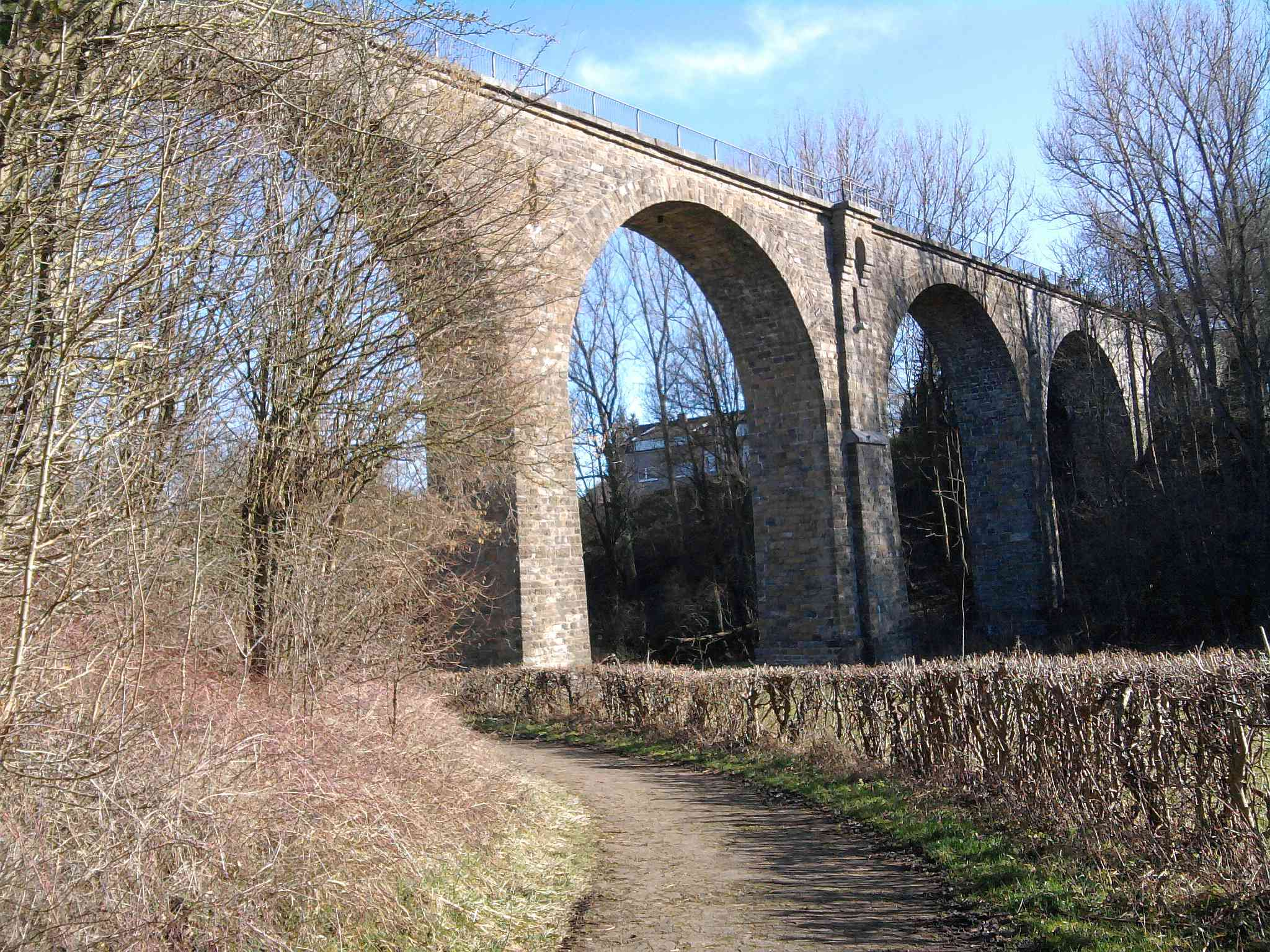
Voormalig spoorviaduct over de Iterbach
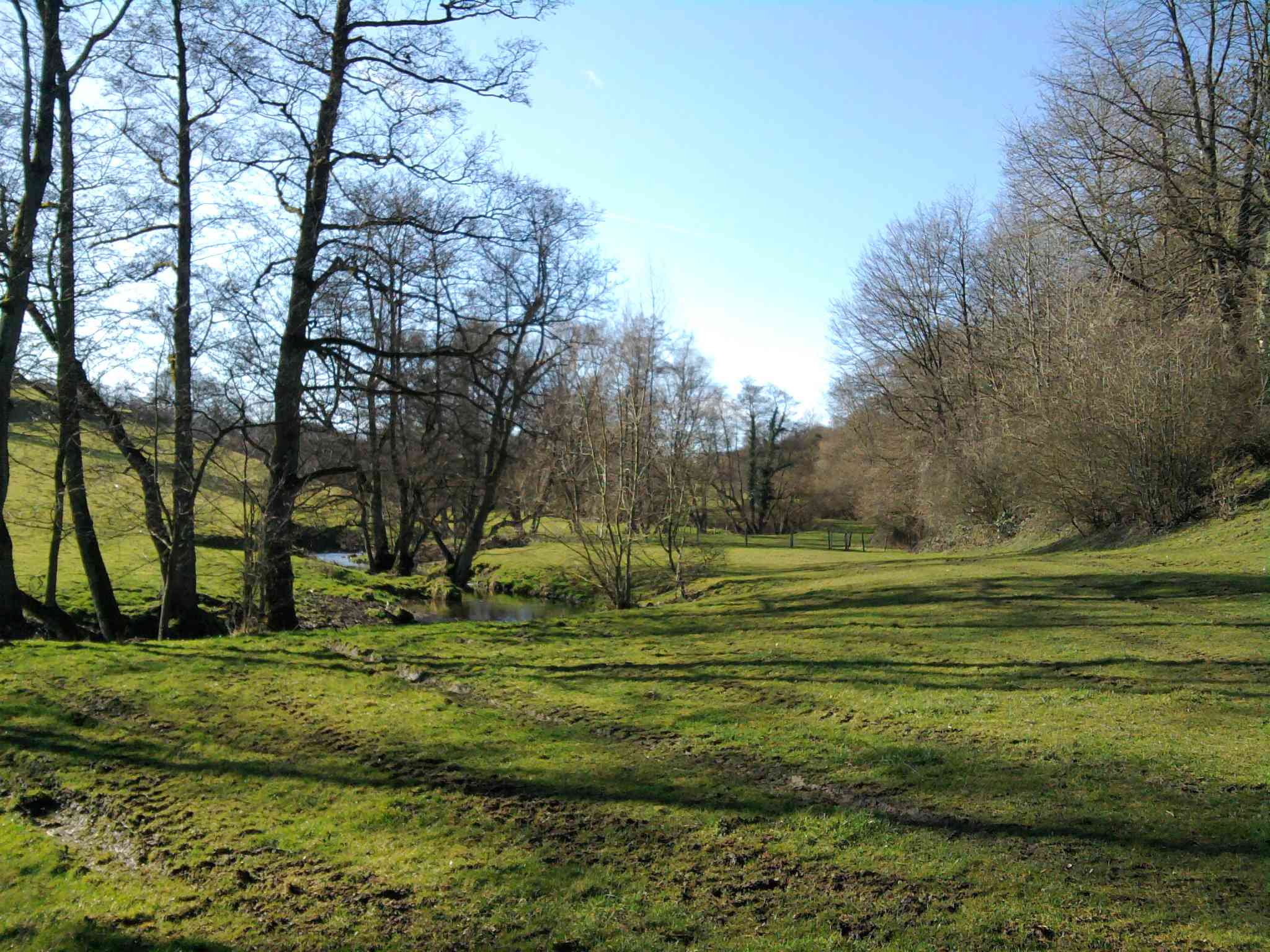
Iterbachdal
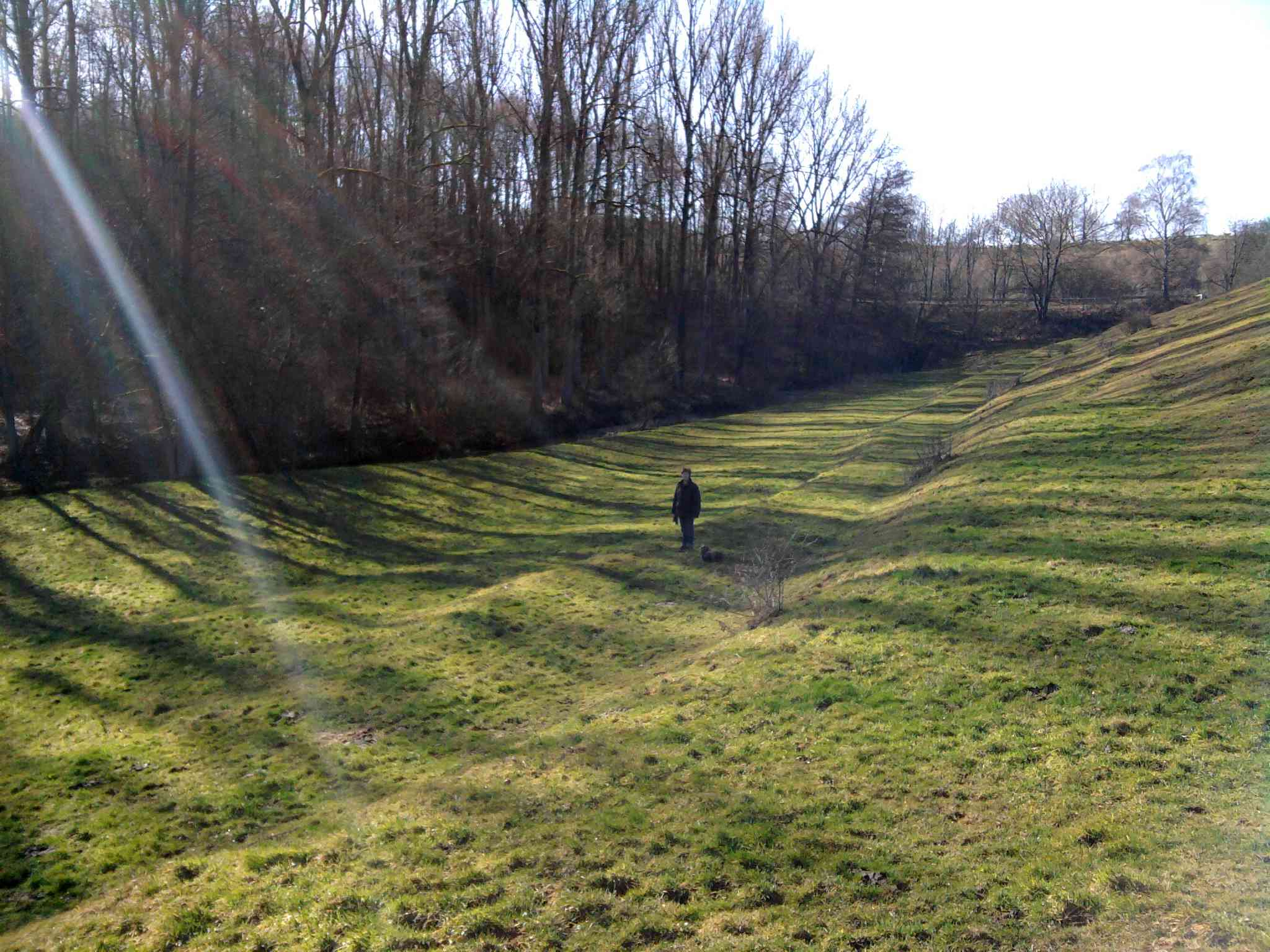
Iterbach
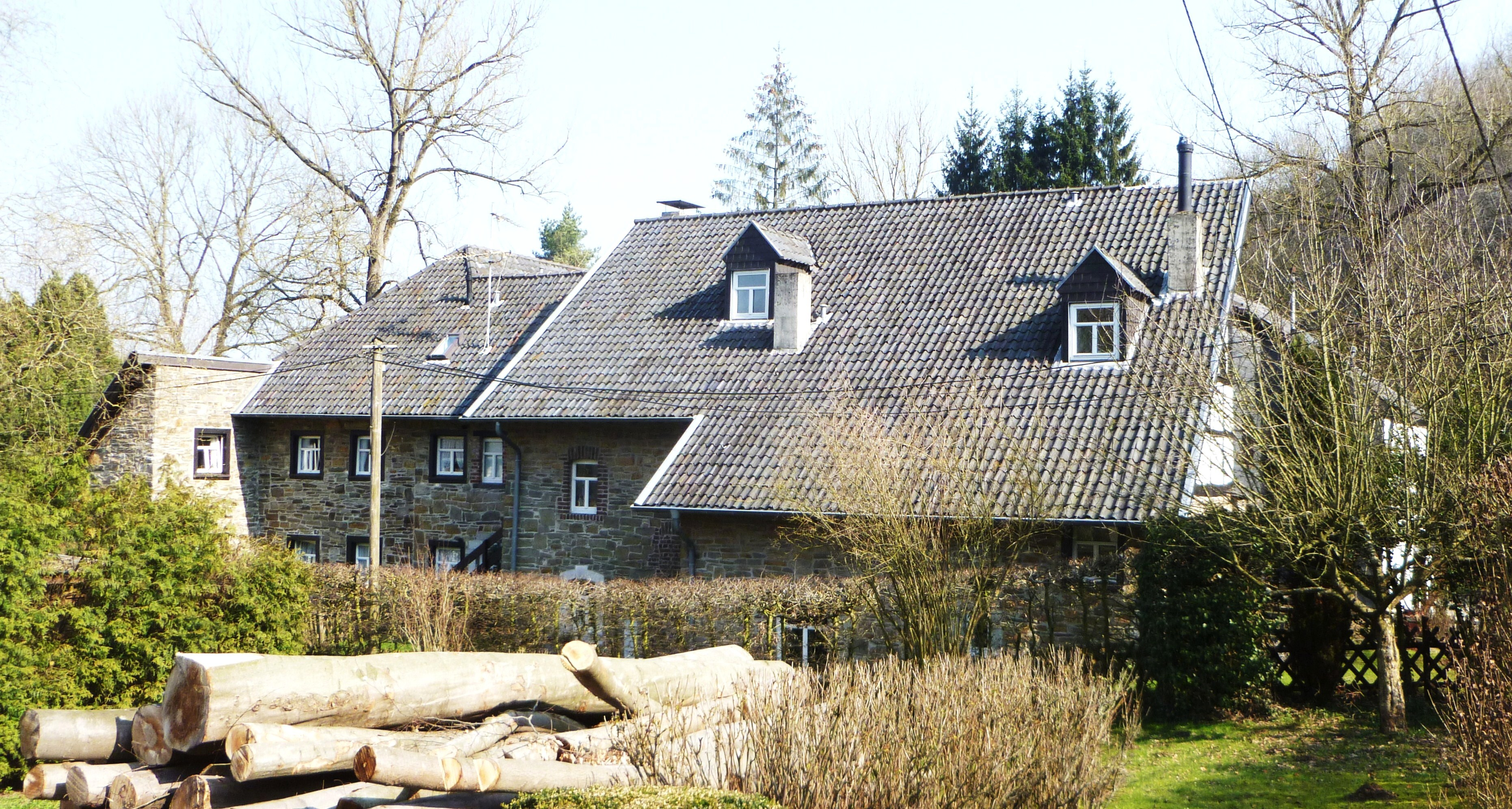
Königsmühle
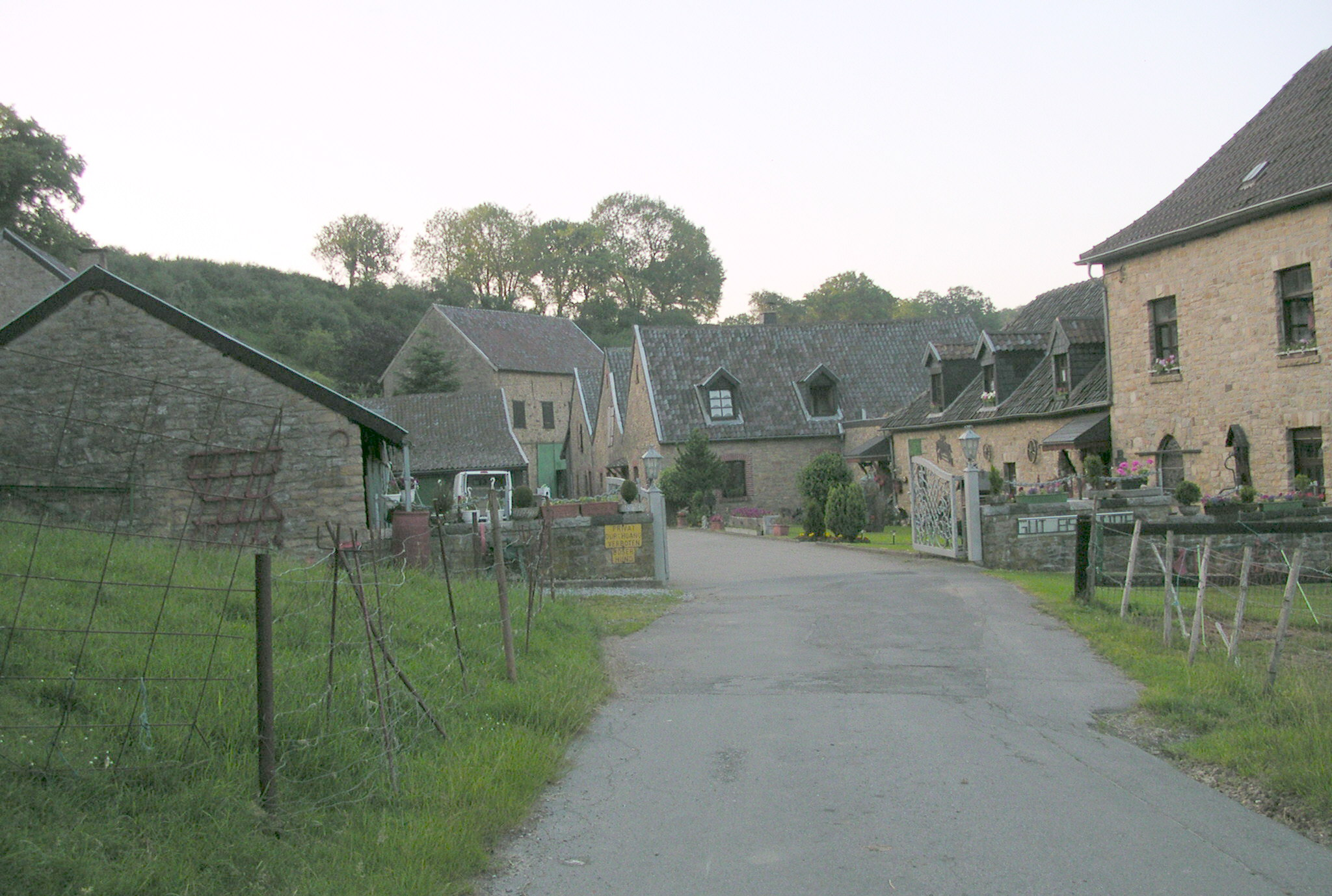
Eisenhütte